# 226年
| 千纪： | 1千纪                                                                                           |
| 世纪： | 2世纪 \| 3世纪 \| 4世纪                                                                         |
| 年代： | 190年代 \| 200年代 \| 210年代 \| 220年代 \| 230年代 \| 240年代 \| 250年代                       |
| 年份： | 221年 \| 222年 \| 223年 \| 224年 \| 225年 \| 226年 \| 227年 \| 228年 \| 229年 \| 230年 \| 231年 |
| 纪年： | 丙午年（马年）；曹魏黄初七年；蜀汉建兴四年；东吴黄武五年                                        |

## 大事记
- 中国
  - 五月，曹魏文帝曹丕病重，立曹睿為太子。丙辰日，召曹真、陳群、司馬懿託付後事。至丁巳日駕崩。
  - 五月，曹叡登基。
  - 六月，曹丕於首陽陵下葬。
  - 8月，東吳乘魏文帝駕崩，進攻江夏，為太守文聘所敗。
  - 12月，東吳交趾太守士燮逝世，呂岱上表分交州為三州。引發士徽叛亂，最後被呂岱平定。
  - 大秦商人到交趾、吳國首都建業。
- 波斯
  - 薩珊王朝阿爾達希爾一世將首都從伊什塔克爾遷至泰西封，立祆教為國教。

## 各国领袖

### 亞洲
- 中國（三国）
  - 蜀漢皇帝：后主刘禅（223年－263年）
    - 蜀漢丞相：诸葛亮（221年－234年）

  - 曹魏皇帝：

  1. 魏文帝曹丕（220年－226年）
  2. 魏明帝曹叡（226年－239年）

  - 吴王：孙权（222年－252年）

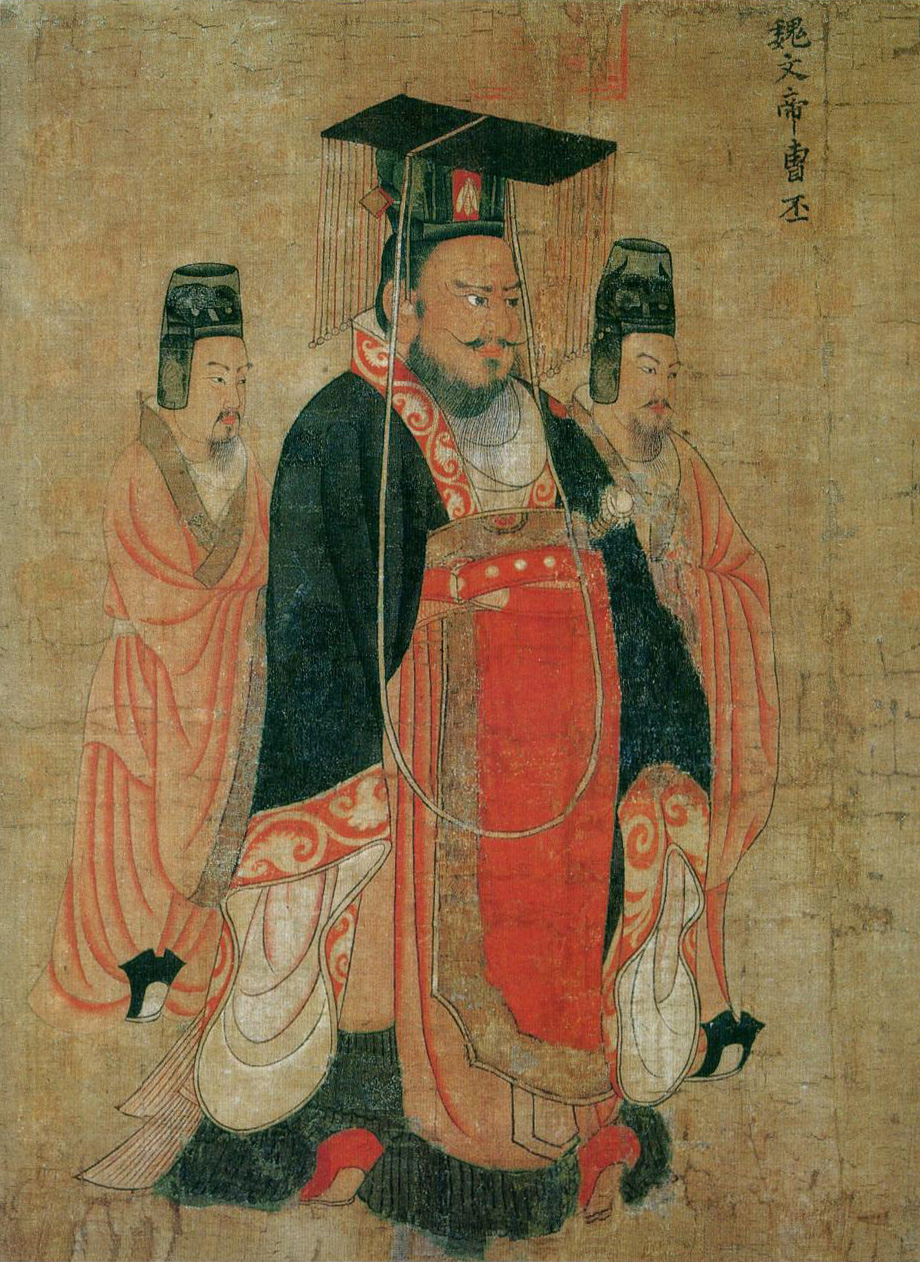
魏文帝

- 拓跋部 - 拓跋力微, 鲜卑大人（219年－277年）
- 小种鲜卑 - 轲比能, 鲜卑大人（190年－235年）[1]
- 日本- 神功皇后（攝政，200年－270年）
- 泰米尔哲罗王朝 - Yanaikat-sey Mantaran Cheral（201年－241年）
- 亚美尼亚- 梯里达底二世 (亚美尼亚)（英语：Tiridates II of Armenia）, 亚美尼亚王（217年－252年）
- 朝鲜半岛 (朝鲜三国)
  - 百济 - 仇首王, 百济王 （214年－234年）
  - 伽耶 - 居登王, 伽耶君主（199年－259年）
  - 高句丽 - 山上王, 高句丽王（197年－227年）
  - 新罗 - 奈解尼師今, 新罗王（196年－230年）
- 伊比利亚 - Vache, 伊比利亚国王（216年－234年）
- 贵霜帝国 - Kanishka II, 贵霜君主（c.226年－240年）
- 安息帝国 - 沃洛吉斯六世, 安息国王（c.208年－228年）
- 波斯萨珊王朝 – 阿尔达希尔一世, 波斯国王（224年－241年）

### 欧洲
- 罗马帝国（塞维鲁王朝）- 亚历山大·塞维鲁（222年－235年）

### 非洲
- 库施王朝 - 不知名国王，（225年－246年）

## 逝世
- 6月29日（五月十七丁巳日）——魏文帝曹丕，曹魏第一个皇帝（187年出生）40岁。
- 士燮——三國時期南方統治者（137年出生）89岁。